# Felix Magath
Wolfgang-Felix Magath (perto de Aschaffenburg, 26 de julho de 1953) é um treinador de futebol germano-portorriquenho.
Magath nasceu em uma base militar na Alemanha, filho de um soldado de Porto Rico do Exército dos Estados Unidos e uma mãe alemã. Seu pai decidiu retornar a Porto Rico depois de terminado seu tempo de permanência na Alemanha em 1954.

## Futebolista
Ele começou sua carreira jogando no clube local de Aschaffenburg, na segunda liga profissional daquela época, antes de ir para o Hamburgo, no Campeonato Alemão de Futebol, em 1976. Ele jogaria todos os seus anos de profissional no meio-campo do Hamburger SV, e desde a sua entrada no futebol em 1976 até a sua aposentadoria em 1986 marcou 46 gols em 306 partidas para o clube na Bundesliga alemã.
Magath foi um dos notáveis jogadores da história do futebol alemão. Com o Hamburgo foi campeão da Taça dos Clubes Campeões Europeus de 1982–83, onde venceu por 1-0 na final contra a Juventus. Na Copa Europeia/Sul-Americana de 1983, realizada no Japão, sua equipe acabou derrotada pelo Grêmio Foot-Ball Porto-Alegrense. Também representou a seleção alemã ocidental em vários eventos internacionais, incluindo a Copa do Mundo de 1982 e 1986, ajudando a Alemanha a ficar em segundo lugar ambas as vezes. Magath jogou 43 partidas pela seleção alemã e marcou 3 gols.

## Treinador
Depois de se aposentar como jogador, Magath teve experiências como treinador do Hamburger SV, Nuremberg, Werder Bremen, Eintracht Frankfurt e Stuttgart antes de comandar o Bayern de Munique em julho de 2004. Em sua primeira temporada como treinador, Magath conseguiu que sua equipe fosse a campeã do Campeonato Alemão de Futebol e da Copa da Alemanha, conquistando o título chamado de "o Duplo". O FC Bayern Munique repetiu "o Duplo" na temporada 2005-06, a primeira vez na história da Bundesliga.

## Reputação como treinador
Como treinador, Magath rapidamente adquiriu a fama de "durão", devido a seus rígidos métodos de treinamento, dando muita ênfase ao condicionamento físico de seus comandados. Os jogadores lhe deram o apelido de "Saddam" (Saddam Hussein) ou "Quälix", uma junção do verbo alemão "quälen" (torturar) com o seu primeiro nome Felix.
Comandou o modesto Wolfsburg ao surpreendente título da Bundesliga alemã de 2008–09. Transferiu-se em seguida Schalke 04. Retornou ao Wolfsburg mas sem o mesmo sucesso, em meio a desentendimentos com o jogador brasileiro Diego Ribas, que foi emprestado ao Atlético de Madrid. Foi demitido em 25 de outubro de 2012.
Em 14 de fevereiro de 2014 assume o comando do clube inglês Fulham, por dezoito meses de contrato.

## Títulos como Jogador
Hamburgo
- Recopa Europeia: 1976–77
- Bundesliga: 1978–79, 1981–82 e 1982–83
- Taça dos Clubes Campeões Europeus: 1982–83

Alemanha Ocidental
- Eurocopa: 1980

## Títulos como Treinador
Stuttgart
- Copa Intertoto da UEFA: 2002

Bayern de Munique
- Copa da Liga Alemã: 2004
- Bundesliga: 2004–05 e 2005–06
- Copa da Alemanha: 2004–05 e 2005–06

Wolfsburg
- Bundesliga: 2008–09

## Ligações Externas
- Perfil em alemão
- Carreira